# Literatura popular española
La literatura popular española hace referencia a los textos narrativos publicados buscando la comercialidad y los éxitos de ventas se adaptan a los gustos del gran público, sacrificando los fines estrictamente estéticos y literarios. Como tal es, pues, un fenómeno intrínsecamente ligado a la cultura de masas y que se desarrolló fundamentalmente a partir del siglo XIX, a través de la literatura de folletín o novela por entregas.
Durante el siglo XIX España lo practicaron desde escritores de primera fila como Benito Pérez Galdós (1843-1920), a otros de menor importancia como Wenceslao Ayguals de Izco (1801-1873), Manuel Fernández y González (1821-1888), Torcuato Tárrago y Mateos (1822-1989), Ramón Ortega y Frías (1825-1883) o Enrique Pérez Escrich (1829-1897), por no mencionar los que practicaban abiertamente la infraliteratura, como José Muñoz Maldonado (1807-1875), Florencio Luis Parreño (1822-1897), Julián Castellanos (1829-1891), Antonio de San Martín (1841-1887), Luis de Val (1867-1930) o Diego San José (1884-1962), entre otros muchos cuyo nombre es legión.
En el siglo XX la literatura popular se difundió más bien a través de colecciones de novelas cortas en rústica, de formato octavo, en no más de cien páginas de papel de baja calidad (pulp, con lo que se relacionaría con las pulp magazines estadounidenses), a precio asequible (se solían nombrar «novelas de a duro»). Hubo auténticas editoriales especializadas en este tipo de literatura barata y de fácil consumo, sobre todo barcelonesas, como la Editorial Bruguera, Editorial Juventud, Editorial Molino, Ediciones Toray, Editorial Rollán, Editorial Pueyo o Ediciones Cíes.
Los autores españoles más famosos del género en el siglo XX fueron en especial Corín Tellado, que escribió unas 5000 novelas sentimentales o románticas para el público femenino, llamadas generalmente novela rosa; Marcial Lafuente Estefanía, especializado en novelas del oeste o westerns; J. Mallorquí, que creó el personaje de El Coyote; Luis García Lecha, todoterreno que escribió unas dos mil novelas de aventuras, de ciencia ficción, policiacas y de terror;  Juan Gallardo Muñoz, Francisco González Ledesma, Antonio Vera Ramírez o Pascual Enguídanos, creador de la famosa Saga de los Aznar, una serie de novelas de ciencia ficción considerada clásica por los especialistas del género.